# Le Splendid
Le Splendid («Великолепный») — название французской комедийной труппы кафе-театра, основанной в 1970 годах коллективом в составе: Кристиана Клавье, Мишеля Блана, Жерара Жюньо и Тьерри Лермитта — четырёх друзей детства, которые познакомились в лицее имени Пастера в Нёйи-сюр-Сен (фр. Lycée Pasteur de Neuilly-sur-Seine). В состав труппы также входили Жозиан Баласко, Мари-Анн Шазель, Бруно Муано и Клер Маньен.
С труппой часто работали Анемон (Anémone), Доминик Лаванан и Мартин Ламотт, но они не были частью коллектива.

## Театр
- Консьержка упала на лестнице / La concierge est tombée dans l’escalier
- Нет, Жорж, не здесь / Non, Georges pas ici
- Я хочу перерыва! / Je vais craquer
- Моя голова больна / Ma tête est malade
- Кувшин из обожженной глины против кувшина вина / Le Pot de terre contre le pot de vin
- Бар Банни, или Мужчины предпочитают толстушек / Bunny’s Bar ou les hommes préfèrent les grosses
- Страсти, ракушки и ракообразные / Amours, coquillages et crustacés («Загорелые»)
- Дед Мороз — отморозок / Le Père Noël est une ordure.

## Фильмография
- 1973 — Год 01 / L’An 01
- 1975 — Дальше — некуда / On aura tout vu
- 1977 — Вы не получите Эльзас и Лотарингию / Vous n’aurez pas l’Alsace et la Lorraine
- 1978 — Если вы не любите этого, не надоедайте другим / Si vous n’aimez pas ça, n’en dégoûtez pas les autres
- 1978 — Загорелые / Les bronzés
- 1979 — У героев не мёрзнут уши / Les Héros n’ont pas froid aux oreilles
- 1979 — Загорелые на лыжах / Les bronzés font du ski
- 1981 — Хипповая тусовка / Quand tu seras débloqué, fais-moi signe !
- 1981 — Мужчины предпочитают толстушек / Les Hommes preferent les grosses
- 1981 — Приходи ко мне, я живу у подруги / Viens chez moi, j’habite chez une copine
- 1982 — Дед Мороз — отморозок / Le Père Noël est une ordure
- 1982 — Ей повсюду мерещатся гномы / Elle voit des nains partout !
- 1983 — Дедушка сопротивляется / Papy fait de la résistance
- 1984 — Свита / La Smala
- 1985 — Сцены из жизни / Tranches de vie
- 1986 — Ночь наслаждения / Nuit d’ivresse
- 1988 — Без страха и упрёка / Sans peur et sans reproche
- 1991 — Профессиональные тайны доктора Апфельглюк / Les secrets professionnels du Dr Apfelgluck
- 1994 — Коварство славы / Grosse fatigue
- 2006 — Весёлые и загорелые / Les Bronzes 3: amis pour la vie
- 2007 — Красный отель / L’Auberge rouge
- 2008 — Высокий музей, низкий музей / Musée haut, musée bas

У каждого члена Le Splendid сложилась успешная сольная карьера.

## Премии и номинации
- 1987 — номинация на Сезар за лучшую мужскую роль: Мишель Блан в фильме «Вечернее платье»
- 1988 — номинация на Сезар за лучшую мужскую роль: Жерар Жюньо в фильме «Тандем»
- 1988 — номинация на Сезар за лучшую женскую роль второго плана: Доминик Лаванан в фильме «Сентиментальный агент»
- 1989 — номинация на Сезар за лучшую женскую роль второго плана: Доминик Лаванан в фильме «Несколько дней со мной»
- 1990 — номинация на Сезар за лучшую женскую роль: Жозиан Баласко в фильме «Слишком красива для тебя»
- 1991 — номинация на Сезар за лучшую мужскую роль: Мишель Блан в фильме «Месье Ир»
- 1992 — номинация на Сезар за лучшую мужскую роль: Жерар Жюньо в фильме «Замечательная эпоха»
- 1994 — номинация на Сезар за лучшую мужскую роль: Кристиан Клавье в фильме «Пришельцы»
- 1994 — номинация на Сезар за лучшую женскую роль: Жозиан Баласко в фильме «Не всем повезло с родителями-коммунистами»
- 1996 — номинация на Сезар за лучшего режиссёра: Жозиан Баласко за фильм « Проклятый газон»
- 1998 — номинация на Сезар за лучшую мужскую роль второго плана: Жерар Жюньо в фильме «Marthe»
- 2004 — номинация на Сезар за лучшую женскую роль: Жозиан Баласко в фильме «Эта женщина»
- 2005 — номинация на Сезар за лучшую мужскую роль: Жерар Жюньо в фильме «Хористы»
- 2007 — номинация на Сезар за лучшую мужскую роль: Мишель Блан в фильме «Вы так прекрасны»
- 2008 — номинация на Сезар за лучшую мужскую роль: Мишель Блан в фильме «Свидетели».